# James Young (Chemiker)

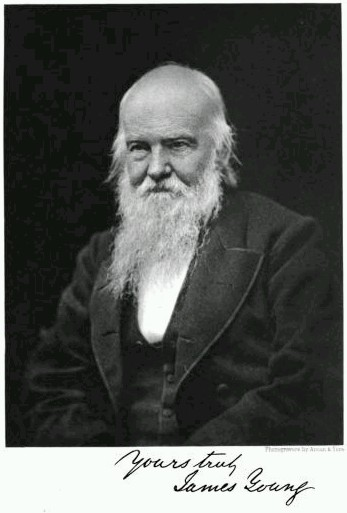
James Young

James Young (* 13. Juli 1811 in Drygate, Glasgow; † 13. Mai 1883 in Kelly bei Greenock an der Wemyss Bay) war ein schottischer Chemiker und Unternehmer der Petrochemie (Lampenöle, Schmieröle und Paraffin aus Kohle und Ölschiefer).

## Leben
Young war der Sohn eines Tischlers und erwarb seine Bildung in der Abendschule des Anderson College (heute University of Strathclyde) in Glasgow (ab 1830). Dort befreundete er sich auch mit David Livingstone. Am Anderson College war er Schüler von Thomas Graham und ging mit diesem als dessen Assistant an das University College London. 1839 wurde er Mitarbeiter in den Chemiefabriken von James Muspratt in St Helens (Merseyside) und 1843 bei dem Chemiefabrikanten Charles Tennant in Manchester.
Bekannt und wohlhabend wurde er als Industrieller in der Petrochemie und gilt als Pionier der Schieferölindustrie in Schottland. Zuerst befasste er sich 1847 mit Petrochemie, als er aus einer Ölquelle in der Riddings-Kohlegrube bei Alfreton in Derbyshire durch Destillation Lampen- und Schmieröl gewann. Das ermöglichte ihm, sich mit seinem Freund und Assistenten Edward Meldrum selbständig zu machen. Die Ölquelle versiegte aber schon bald und er experimentierte mit der Gewinnung von Öl aus bituminöser Kohle und ähnlichem, wobei er durch langsame Destillation Paraffin gewann. 1850 meldete er ein Patent an (English Patent 13292) und 1851 eröffnete er mit Edward William Binney als Partner ein Werk in Bathgate. Das war weltweit die erste wirkliche petrochemische Fabrik. 1852 erhielt er auch ein US-Patent auf Paraffinöl-Destillation aus Kohle und im selben Jahr zog er von Manchester nach Schottland. 1865 kaufte er seine Partner aus und baute eine zweite größere Fabrik im schottischen Addiewell bei West Calder. 1866 zog er sich aus dem aktiven Geschäftsleben zurück und widmete sich wissenschaftlichen Interessen, Reisen und Segeln, 1870 zog er sich ganz aus dem Geschäftsleben zurück und zog auf seinen Landsitz in Kelly. Er wurde im nahen Inverkip begraben. Young's Paraffin Light and Mineral Oil Company verkaufte weltweit Paraffinöl für Lampen und verdiente an Lizenzen. Young selbst erhielt so den Spitznamen Paraffin Young.
Er propagierte 1845 die Behandlung von Saatkartoffeln mit verdünnter Schwefelsäure gegen die Kraut- und Knollenfäule. Zu seinen ersten Arbeiten gehörte ein Vorschlag der Gewinnung von Natriumstannat aus Zinnstein und er schlug 1872 der Royal Navy vor, das Rosten der Schiffsrümpfe durch Kalkmilch zu verhindern, nachdem er feststellte, dass das Bilgenwasser sauer war. 1880 unternahm er mit dem Physiker und Erfinder George Forbes (1849–1936), der Professor am Anderson College war, Experimente zur Bestimmung der Lichtgeschwindigkeit in einem verbesserten Fizeau-Experiment.
Er sammelte alte Bücher über Alchemie und Chemie und trug eine berühmte Bibliothek zusammen, die an das Anderson College ging (heute in der Andersonian Library der University of Strathclyde). John Ferguson fertigte einen Katalog der Sammlung alchemistischer Literatur an und veröffentlichte sie als Bibliotheca Chemica (ein Standardwerk zur Literatur der Alchemie). Auch Ferguson sammelte alchemistische Bücher, seine Sammlung sollte aber nicht mit der von Young verwechselt werden (sie ist an der Universität Glasgow).
1861 wurde er Fellow der Royal Society of Edinburgh und 1873 der Royal Society. 1868 bis 1877 war er Präsident des Anderson College. 1879 wurde er Ehrendoktor (L.L.D.) in St. Andrews. 1879 bis 1881 war er Vizepräsident der Chemical Society.
Er war verheiratet und hatte drei Söhne und vier Töchter.